# شارع الملك عبد الله الثاني
شارع الملك عبد الله الثاني يعد من أهم شوارع المملكة الأردنية الهاشمية، مؤخرا أجريت عليه تحسينات و تعديلات مثل الجسور والأنفاق وزرعت على جوانبه الأشجار والأزهار. هذا الشارع شريان مهم كونه يصل شمال المملكة الأردنية الهاشمية عبر عاصمتها عمّان بجنوبها، و هو امتداد لشارع مطار الملكة علياء الدولي ويعتبر من أطول الشوارع بالمملكة. يتقاطع شارع الملك عبد الله مع طرق رئيسية أخرى مثل شارع مكة وشارع زهران و شارع الجامعة الأردنية. كما يحف الشارع من جانبيه الكثير من المرافق الهامة، مثل مدينة الحسين الطبية، مجمع الملك الحسين للأعمال، سيتي مول، حدائق الملكة رانيا ومسجد الملك الحسين.